# Dioscorea megalantha
Dioscorea megalantha är en enhjärtbladig växtart som beskrevs av August Heinrich Rudolf Grisebach. Dioscorea megalantha ingår i släktet Dioscorea och familjen Dioscoreaceae. Inga underarter finns listade i Catalogue of Life.